# 卡蘭加納
卡蘭加納（法語：Karangana），是馬里的城鎮，位於該國南部，由錫卡索區的約羅索省負責管轄，面積398平方公里，海拔高度355米，2009年人口17,299，人口密度每平方公里43人。